# Tossal Roig (Montgai)
El Tossal Roig és una muntanya de 348 metres que es troba al municipi de Montgai, a la comarca catalana de la Noguera.